# Cray EL90

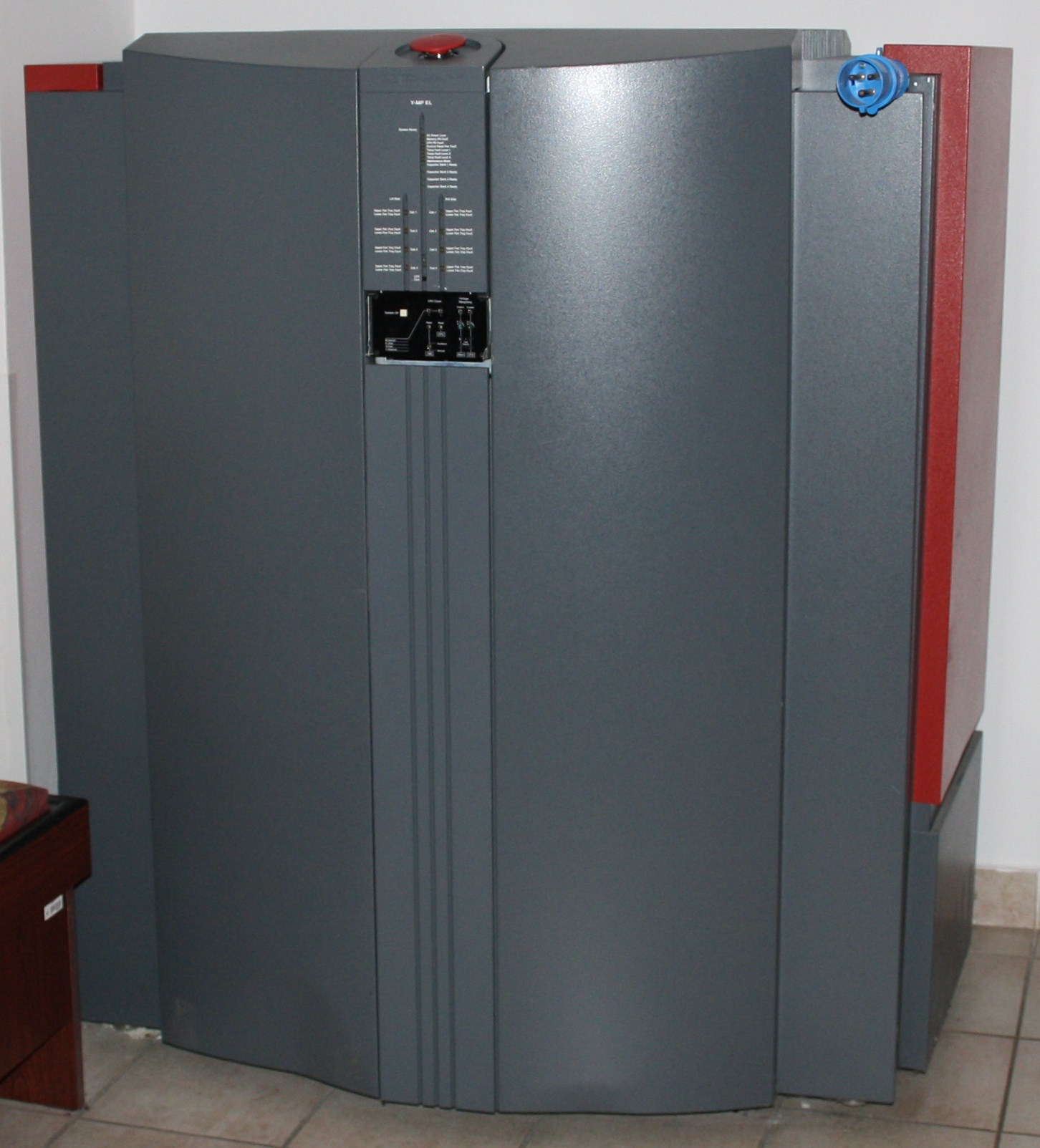
Cray EL98 в Масариковом университете

Cray EL90 — серия векторных многопроцессорных суперкомпьютеров компании Cray Research, представленная на рынке в 1993 году. Суперкомпьютеры серии EL90 были развитием предыдущей серии минисуперкомпьютеров Cray Y-MP EL, были совместимыми с программным обеспечением, написанным для Y-MP, и работали под управлением той же UNIX-подобной операционной системы UNICOS. Как и предыдущая серия Cray EL90 являлись реализацией архитектуры Y-MP на СБИС с логикой на полевых транзисторах и созданных по КМОП-технологии. Это позволяло значительно снизить энергопотребление по сравнению со своими старшими собратьями по серии, исполнявшихся на биполярных транзисторах с эмиттерно-связанной логикой, и заменить водяное охлаждение воздушным.
Серия состояла из трёх моделей:
- EL92, с двумя процессорами и DRAM-памятью на 64 мегаслова (512 Мб). Размещалась в корпусе с размерами 1050×600×670 мм (высота × ширина × глубина) и весом 172 кг.
- EL94, с четырьмя процессорами и DRAM-памятью на 64 мегаслов. В таком же корпусе, что и EL92.
- EL98, с восемью процессорами и DRAM-памятью на 256 мегаслов (2 Гб). Размещалась в таком же корпусе, что и Y-MP EL (2010×1270×810 мм, вес — 635 кг).

Подсистемы ввода-вывода у серии EL90 строились на базе шины VMEbus и процессоров Heurikon HK68 — аналогов Motorola 68000. Все модели EL90 могли питаться от обычной бытовой электросети.
На смену серии EL90 в 1994 году пришла серия Cray J90.